# Зареченский сельсовет (Красноярский край)
Зареченский сельсовет — упразднённые административно-территориальная единица и муниципальное образование (сельское поселение) в Тюхтетском районе Красноярского края.
Административный центр — село Зареченка.
Сельское поселение было упразднено в марте-апреле 2020 года в связи с преобразованием Тюхтетского муниципального района в муниципальный округ, переходный период до 1 января 2021 года. На уровне административно-территориального устройства соответствующий сельсовет был упразднён со 2 августа 2021 года в связи с преобразованием Тюхтетского района в округ.

## История
Статус и границы сельского поселения установлены Законом Красноярского края от 25 февраля 2005 года № 13-3119 «Об установлении границ и наделении соответствующим статусом муниципального образования Тюхтетский район и находящихся в его границах иных муниципальных образований»

## Население
| 2010 | 2012 | 2013 | 2014 | 2015 | 2016 | 2017 |
| ---- | ---- | ---- | ---- | ---- | ---- | ---- |
| 646  | ↘622 | ↘602 | ↗610 | ↘580 | ↘570 | ↗585 |

## Состав сельского поселения
В состав сельского поселения входят 6 населённых пунктов:
| № | Населённый пункт | Тип населённого пункта       | Население |
| - | ---------------- | ---------------------------- | --------- |
| 1 | Безручейка       | деревня                      | 56        |
| 2 | Белогорка        | деревня                      | 9         |
| 3 | Зареченка        | село, административный центр | 475       |
| 4 | Усть-Тойловка    | деревня                      | 2         |
| 5 | Хохловка         | деревня                      | 74        |
| 6 | Чистый Ручей     | деревня                      | 30        |

## Местное самоуправление
Зареченский сельский Совет депутатов
Дата избрания: 14.03.2010. Срок полномочий: 5 лет. Количество депутатов:  7
Глава муниципального образования
- Горбацевич Андрей Витальевич. Дата избрания: 14.03.2010. Срок полномочий: 5 лет